# Нильсен, Вернер
Ве́рнер Ни́льсен (англ. и норв. Werner Nilsen; 4 февраля 1904, Шиен, Норвегия — 10 мая 1992, Сент-Луис, Миссури, США) — американский футболист норвежского происхождения, нападающий, игрок сборной США, участник чемпионата мира 1934 года. Включён в Зал Американской Футбольной Славы.

## Карьера

### Клубная
Вернер Нильсен играл за норвежский клуб «Гране» (норв. IF Skiens Grane) из родного города Шиен. В 1923 году переехал в США. Обосновался в Бостоне и начал играть за местные любительские и полупрофессиональные клубы «Норвиджен Американс» и «Хаб». В 1926 году Нильсен подписал контракт с клубом «Бостон» из Американской Футбольной лиги. Он начинал играть на позиции правого полузащитника, затем стал играть на передней линии, на позиции центрфорварда либо справа. Нильсен впервые выиграл Кубок лиги в 1927 году, а годом позже — чемпионат. В следующем сезоне он поделил титул лучшего бомбардира лиги с венгерским нападающим «Бруклин Уондерерс» Яношем Нехадомой, забив 43 мяча.
В течение сезона 1929—1930 он перешёл в клуб «Фолл-Ривер Марксмен». В новой команде дуэт в нападении вместе с Нильсеном составлял Берт Пэтноуд, забивший на первом чемпионате мира за сборную США 4 гола. Вместе они привели команду к титулу чемпиона АФЛ, а также выиграли Открытый Кубок США в 1930 году.
Великая депрессия 1929 года сильно повлияла на финансовое состояние многих клубов АФЛ, в том числе и «Фолл-Ривер Марксмен», который путём слияния с клубом «Нью-Йорк» в начале 1931 года образовал новую команду «Нью-Йорк Янкис». Тем не менее, очередная победа в Открытом Кубке США в тот год была ими одержана ещё под старым названием.
Летом 1931 года клуб ждало ещё одно слияние, в результате которого появилась команда «Нью-Бедфорд Уэйлерз». В 1932 году в составе нового клуба Нильсену вновь удался «дубль»: он выиграл чемпионат и кубок, забив в финале один из мячей. А в споре лучших бомбардиров Вернер проиграл лишь своему партнёру по команде Пэтноуду. После успешного сезона Алекс Макнэб, один из игроков команды из Нью-Бедфорда, решил перейти в клуб «Стикс, Бэр и Фуллер» и стать там играющим тренером. Ему удалось убедить нескольких игроков последовать за ним. В числе этих футболистов и был Нильсен.
Усиление в лице бывших игроков из Нью-Бедфорда пришлось клубу «Стикс, Бэр и Фуллер» весьма кстати: в 1933 году командой был выигран чемпионат и кубок, а Нильсен сделал «дубль» уже в третий раз в целом и во второй раз подряд. Успех был повторён командой и на следующий год, а Нильсен стал обладателем кубка США в пятый раз подряд.
После финала 1934 года команда влилась в состав «Сент-Луис Сентрал Бруэриз». Нильсен оставался в составе клуба, выигравшего чемпионат лиги в сезоне 1934—1935, но не участвовал в победном финале кубка 1935 из-за травмы. Вскоре клуб вновь сменил название на «Сент-Луис Шемрокс». Команда выходила в финал двух подряд розыгрышей кубка США в 1936 и 1937 годах, но оба раза проигрывала.
В 1937 году Вернер перешёл в клуб «Саут-Сайд Рейдио», в котором сезон спустя и закончил свою спортивную карьеру.

### В сборной
За сборную сыграл всего два матча. Первым из них стал отборочный матч против сборной Мексики, сыгранный накануне чемпионата мира 1934 года. Американцы добились победы 4:2 и прошли на турнир. Однако первый же матч на турнире против хозяев итальянцев закончился разгромным поражением команды США 1:7. Больше Нильсен за сборную не выступал.
| Матчи и голы Вернера Нильсена за сборную США | Матчи и голы Вернера Нильсена за сборную США | Матчи и голы Вернера Нильсена за сборную США | Матчи и голы Вернера Нильсена за сборную США | Матчи и голы Вернера Нильсена за сборную США | Матчи и голы Вернера Нильсена за сборную США | Матчи и голы Вернера Нильсена за сборную США |
| -------------------------------------------- | -------------------------------------------- | -------------------------------------------- | -------------------------------------------- | -------------------------------------------- | -------------------------------------------- | -------------------------------------------- |
| №                                            | Дата                                         | Место проведения                             | Соперник                                     | Счёт                                         | Голы                                         | Турнир                                       |
| 1                                            | 24 мая 1934                                  | Рим, Италия                                  | Мексика                                      | 4:2                                          | -                                            | Отборочный матч к ЧМ 1934                    |
| 2                                            | 27 мая 1934                                  | Рим, Италия                                  | Италия                                       | 1:7                                          | -                                            | Чемпионат мира 1934                          |

Итого: 2 матча / 0 голов; 1 победа, 0 ничьих, 1 поражение.

### Тренерская
Вернер Нильсен тренировал команду Североамериканской футбольной лиги «Сент-Луис Рейдерс» в сезоне 1946—1947. Потом работал машинистом и манекенщиком в Бостоне и Сент-Луисе.

## Достижения
- Чемпион американской футбольной лиги (6): 1928, 1930, 1932, 1933, 1934, 1935
- Обладатель Кубка США (5): 1930, 1931, 1932, 1933, 1934
- Лучший бомбардир чемпионата США: 1929 (43 гола)